# Ютіка (Міссурі)
Ютіка (англ. Utica) — селище (англ. village) в США, в окрузі Лівінгстон штату Міссурі. Населення — 222 особи (2020).

## Географія
Ютіка розташована за координатами 39°44′44″ пн. ш. 93°37′43″ зх. д. / 39.74556° пн. ш. 93.62861° зх. д. (39.745500, -93.628639).  За даними Бюро перепису населення США в 2010 році селище мало площу 2,25 км², уся площа — суходіл.

## Демографія
Згідно з переписом 2010 року, у селищі мешкало 269 осіб у 106 домогосподарствах у складі 79 родин. Густота населення становила 120 осіб/км².  Було 121 помешкання (54/км²).
Расовий склад населення:
| - 98,5 % — білих - 0,4 % — корінних американців |

До двох чи більше рас належало 0,7 %. Частка іспаномовних становила 2,2 % від усіх жителів.
За віковим діапазоном населення розподілялося таким чином: 18,6 % — особи молодші 18 років, 67,3 % — особи у віці 18—64 років, 14,1 % — особи у віці 65 років та старші. Медіана віку мешканця становила 43,7 року. На 100 осіб жіночої статі у селищі припадало 110,2 чоловіків;  на 100 жінок у віці від 18 років та старших — 112,6 чоловіків також старших 18 років.
Середній дохід на одне домашнє господарство  становив 56 355 доларів США (медіана — 51 250), а середній дохід на одну сім'ю — 66 571 долар (медіана — 63 750). За межею бідності перебувало 15,4 % осіб, у тому числі 0,0 % дітей у віці до 18 років та 26,7 % осіб у віці 65 років та старших.
Цивільне працевлаштоване населення становило 167 осіб. Основні галузі зайнятості: виробництво — 33,5 %, транспорт — 12,6 %, освіта, охорона здоров'я та соціальна допомога — 12,6 %.